# Anaulacomera submaculata
Anaulacomera submaculata är en insektsart som först beskrevs av Carl Stål 1861.  Anaulacomera submaculata ingår i släktet Anaulacomera och familjen vårtbitare. Inga underarter finns listade i Catalogue of Life.